# Anthony Lokosa
Anthony Lokosa, nacido en Lagos el 5 de mayo de 1997, es un futbolista nigeriano. Juega en la demarcación de delantero. Actualmente juega en el Unión Deportiva Almería "B" de la Tercera Federación Grupo IX española. Su hermano Junior es también futbolista.

## Carrera
Antes de marcharse cedido al Beitar Tel Aviv Bat Yam, jugó en el Crown FC y el 36 Lion FC de su país natal. En 2017 fue fichado por el Pharco F.C de la Segunda División egipcia. En la temporada 2019-20 llegó cedido al Haras El-Hodood.
En la temporada 2021-22, llegó cedido por una temporada con opción a compra al Unión Deportiva Almería "B". Finalmente ejerció la opción de compra.